# 倫敦傳道會大樓

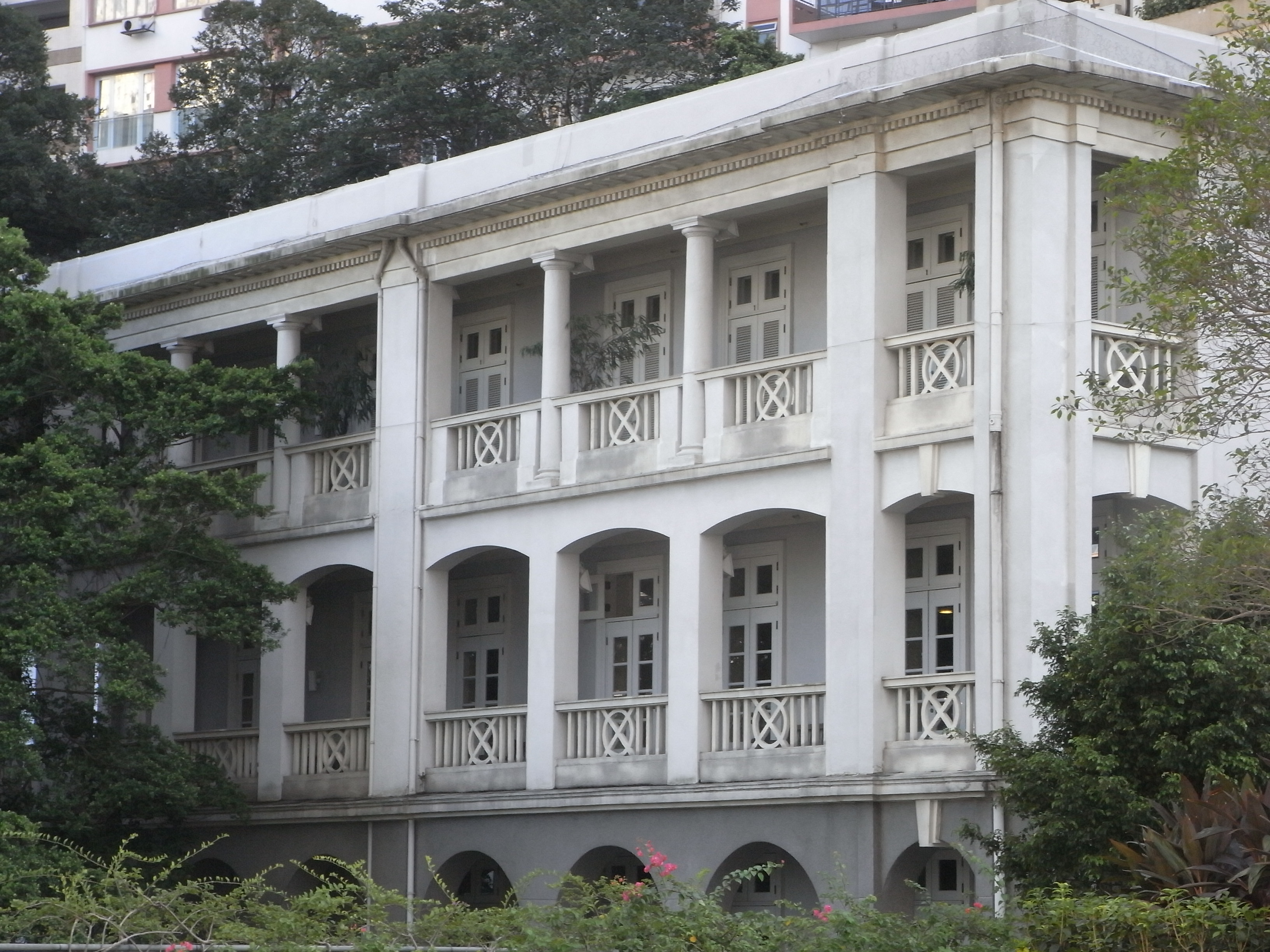
倫敦傳道會大樓

倫敦傳道會大樓（英語：London Mission Building），簡稱倫敦會樓，是香港一座歷史建築，位於香港島半山區羅便臣道79至80號，2009年被列為香港二級歷史建築。

## 歷史
倫敦傳道會大樓由倫敦傳道會於1893年所建，用作傳教士的辦公室及宿舍。1939年起，該建築物改為雅麗氏那打素醫院護士宿舍。1950年，新護士宿舍落成，建築物一直空置。1973年後，倫敦傳道會撤出香港，建築物繼續被丟空，直到2000年，位於大樓旁的那打素醫院遭拆卸並改建為豪宅羅便臣道80號，大樓亦包括在地皮之內，發展商南豐集團於購入後才得知這座建築物已列作為受保護歷史古蹟，不希望它被拆卸，最後南豐只好將物業外牆保留，斥資近3,000萬元將這座古蹟作內部裝修，改作該屋苑的私人會所，主要提供靜態活動，包括宴會廳、美容按摩室、閱讀室及桌球室等。

## 建築特色
大樓為一棟三層高新古典主義建築，並揉合意大利式及攝政時期的建築特式。平面為長方形，建築物正面每層皆有列柱拱廊，平頂上裝設數支煙囪，矮牆上有齒狀的裝飾線條。內部則裝設了裝飾用扶手及壁爐，原來的木製樓梯仍然存在。